# Тетрастаннид стронция
Тетрастаннид стронция — бинарное интерметаллическое неорганическое соединение
стронция и олова
с формулой SrSn4,
кристаллы.

## Получение
- Сплавление стехиометрических количеств чистых веществ:

{\displaystyle {\mathsf {Sr+4Sn\ {\xrightarrow {334^{o}C}}\ SrSn_{4}}}}

## Физические свойства
Тетрастаннид стронция образует кристаллы
моноклинной сингонии,

параметры ячейки a = 1,217 нм, b = 0,406 нм, c = 0,516 нм, β = 104,3°, Z = 2
.
По другим данным образуют кристаллы
ромбической сингонии,
пространственная группа C mcm,
параметры ячейки a = 0,46179 нм, b = 1,7372 нм, c = 0,70602 нм, Z = 4
.
Соединение образуется по перитектической реакции при температуре 334°С .
Переходит в сверхпроводящее состояние при 4,8 К .